# Sahi
Sahi o Shahi (साही, ساھی, in hindi "reale") è un clan del popolo Jat della regione del Punjab in India e Pakistan.

## Distribuzione

Mappa del Punjab

I Sahi si trovano su entrambi i lati del Punjab (sia quello indiano che quello pakistano), occupandone i distretti centrale; si trovano anche nel Satluj settentrionale e nei grandi stati Sikh delle pianure orientali. In particolare la loro presenza è importante a Sahiwal, Gujrat e Sialkot.
I Sahi dichiarano di essere discendenti da un Rajput che venne a Ghazni con Mahmud di Ghazna, e quando ritornò trovò la tribù stanziata sul Ravi vicino a Lahore.

## Caratteristiche
Principalmente di occupazione agraria, essi possono essere indù, sikh e musulmani; vengono infatti definiti come i Jat "dal tratto Sikh e musulmano".